# كاتسوهيكو ساساكي
كاتسوهيكو ساساكي (باليابانية: 佐々木勝彦؛ بالكانا: ささき かつひこ) هو مؤدي صوت وممثل ياباني، ولد في 24 ديسمبر 1944 في طوكيو في اليابان.

## أعمال

### أفلام
- (2015)  الفيلم

## وصلات خارجية
- كاتسوهيكو ساساكي على موقع IMDb (الإنجليزية)
- كاتسوهيكو ساساكي على موقع ألو سيني (الفرنسية)
- كاتسوهيكو ساساكي على موقع أول موفي (الإنجليزية)
- كاتسوهيكو ساساكي على موقع قاعدة بيانات الفيلم (الإنجليزية)
- كاتسوهيكو ساساكي على موقع كينوبويسك (الروسية)
- كاتسوهيكو ساساكي على موقع ANN person (الإنجليزية)